# Schlacht von Montebello (1859)
Montebello – Varese – San Fermo – Palestro – Turbigo – Boffalora – Magenta – Melegnano – Treponti – Medole – Solferino – San Martino
Die Schlacht von Montebello 20. Mai 1859 war das erste Gefecht des Sardinischen Kriegs.

Élie-Frédéric Forey

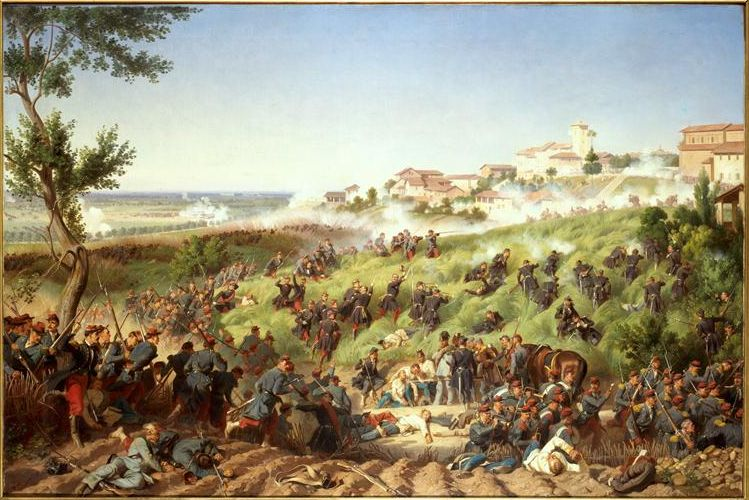
Schlacht von Montebello

## Vorgeschichte
Die Savoyer und Piemontesen hatten schon länger ein Bündnis mit Frankreich geschlossen, um im Zweiten Unabhängigkeitskrieg gemeinsam gegen die Österreicher zu kämpfen. Kaiser Napoleon III. war am 14. Mai 1859 in seinem vorläufigen Hauptquartier Alessandria eingetroffen und übernahm den Oberbefehl. Die Sardisch-französischen Truppen waren noch nicht vereinigt, die Armee des Kaisers verfügte am rechten Tanaro-Ufer über etwa 70.000 Franzosen. Im ersten Treffen das I. und II. Corps zu Sale und Voghera und im zweiten Treffen das III. Corps als Reserve zu Tortona. Die zweite Armee (etwa 18.000 Franzosen und 50.000 Sarden) am linken Tanaro-Ufer hatte in erster Linie das IV. Corps und die piemontesische Armee als linken Heeresflügel zwischen Valenza und Casale konzentriert.
Planmäßig sollten die sardische Division Cialdini und das französische III. und IV. Corps (unter Canrobert und Niel) zum Ticino vormarschieren, während die andere Armee (4 sardische Division, und französisches I. Korps) mit Front nach Norden bei Alessandria konzentrieren sollte. Beide Armeen sollten noch vor Erreichen des Operationszieles, die Eroberung von Mailands die Vereinigung erreichen. Der rasche Einfall der Österreicher in die Provinz Lomellina machte diesen Plan aber zunichte.
Der österreichische Oberbefehlshaber Feldzeugmeister Gyulay war hauptsächlich um seinen linken Flügel besorgt und darum, dass derselbe nicht durch einen Übergang der Verbündeten über den Po unterhalb seiner Stellung umgangen würde. Um dem vermuteten Vorgehen der Alliierten gegen Piacenza aufzuklären und dieser Gefahr zu begegnen, wurde am 20. Mai das etwa 25.000 Mann starke österreichische V. Korps unter FML Philipp von Stadion über Stradella gegen Voghera vorgeschoben. Im folgenden Gefecht von Montebello trafen die Österreicher auf die Avantgarde der Division Élie-Frédéric Forey, welche mit etwa 9 Bataillonen Infanterie und 1 Eskadron Kavallerie in und vor Voghera konzentrierte.

## Die Schlacht

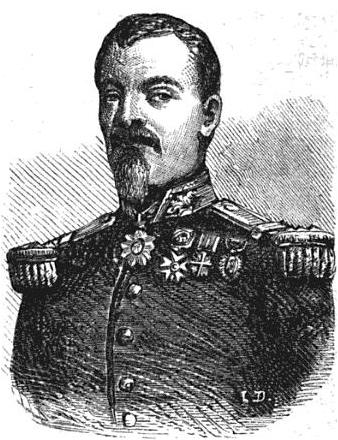
General Georges Beuret

Um 5.00 Uhr erreichte zuerst die linke Kolonne der Österreicher unter FML Baron von Urban die feindliche Linie, als Vorhut rückte seine Brigade unter General Schaffgotsche auf der Straße von Broni nach Casteggio ins einleitende Gefecht, dahinter folgte die Brigade des General Braum als zweites Treffen nach. Die mittlere Kolonne wurde durch die Division unter FML von Paumgartten gebildet. Die weiter abwärts detachierte rechte Kolonne, die Brigade des Prinzen von Hessen überschritt früh am Morgen den Fluss Po bei Vaccariza und erreichte über Verrua auf Branduzzo marschierend, erst am Nachmittag Calcababbio. Gegen 11.00 hatte Graf Stadion den Befehl zum Angriff auf Casteggio abgesendet, welcher durch die Brigade Gaal unterstützt wurde.
General Forey ließ seine Division östlich der Brücke von Staffora in Verteidigungsstellung gehen. Die Vorposten des französischen 84. Regiments waren inzwischen aus einem Weiler vor Genestrello vertrieben worden. Östlich von Casteggio am sogenannten St. Zeno-Graben war die Straße zum Ortseingang durch italienische Insurgenten verbarrikadiert, welche zu Hunderten in Verzate versammelt, starkes Gewehrfeuer eröffneten, während sich piemontesische Reiterei auf der gleichen Chaussee sammelte. Die Reiterregimenter Novara und Montferrat unter General Sonnaz waren rechts der Straße zur Gegenattacke angetreten.
Der um diese Zeit bei Montebello eintreffende Graf Stadion sah mit dem Angriff auf Genestrello seine vorgegebenen Dispositionen überschritten, der frühzeitige Angriff des Baron Urban hatte den geplanten gleichzeitigen Angriff aller 3 Kolonnen vereitelt. Das Dorf Genestrello wurde zum Stützpunkt der vorgehenden österreichischen Gefechtslinie geworden, während anfangs die französisch-sardischen Truppen hinter den Fossagasso-Bach zurückgehen müssen.
Erst gegen 15.00 Uhr griff die Brigade des Prinzen von Hessen nördlich der Gefechtslinie bei Casteggio-Montebello ein, wo das allgemeine Gefecht schon längere Zeit im Gange war. Am Eisenbahndamm zwischen Casteggio und Montebello entwickelte sich in Folge ein heftiger Zusammenstoß mit den Franzosen.
Gegen 15.00 Uhr beschloss Forey zur Rettung seiner Stellungen zum Gegenangriff überzugehen. Die Jäger der Brigade des Generals Beuret rückten am rechten Flügel im Echelon vor, links gelang der Brigade Blanchard der Durchbruch am Bahndamm und die Besetzung von Cäs. Nuova, schließlich wurde den Österreichern auch der Ort Genestrello entrissen. Der rechte Flügel des vorderen österreichischen Treffens wich zurück, nachdem er durch Umfassung bedroht wurde. General Blanchard hatte derweil drei Bataillone des 98. Linien-Regimentes durch die Getreidefelder auf den nördlichen Ortsteil von Montebello angesetzt und stand vor der Schizzola, zwischen der Eisenbahn und der den Ort querenden Straße. Es folgte ein heftiges Gefecht um den Besitz des dortigen Kirchhofes, den die Franzosen für sich entschieden.
Obwohl am späten Nachmittag auch die Brigade Bils bei Casteggio eintraf, kam diese österreichische Reserve nicht mehr ins Treffen, weil Baron Stadion es vorzog trotz seiner zahlenmäßigen Überlegenheit, den Kampf abzubrechen um seinen Truppen noch vor Einbruch der Dunkelheit, den geordneten Rückzug zu ermöglichen. General Bils deckte den Rückzug an der Straße von Broni und Stradella und der Prinz von Hessen an dessen rechter Flanke von Casatisma.

## Folgen
Der Gesamtverlust der Österreicher im Gefechte betrug 1377 Mann, die Franzosen verloren 723 Mann, darunter General Beuret. Dieser erste Sieg trug wesentlich zum Selbstvertrauen der Italiener bei, und demoralisierte die österreichischen Truppenverbände. Überall in Italien meldeten sich Freiwillige für den Unabhängigkeitskrieg, der nächste große Sieg der Verbündeten folgte zehn Tage später an der Sesia in der Schlacht von Palestro.